# Schoenoplectus bucharicus
Schoenoplectus bucharicus är en halvgräsart som först beskrevs av Roman Julievich Roshevitz, och fick sitt nu gällande namn av Aleksandr Alfonsovitj Grossgejm. Schoenoplectus bucharicus ingår i släktet sävsläktet, och familjen halvgräs. Inga underarter finns listade i Catalogue of Life.